# Dorothea von Brandenburg (1446–1519)
Dorothea von Brandenburg (* 1446; † März 1519) war eine Prinzessin von Brandenburg und durch Heirat Herzogin von Sachsen-Lauenburg.

## Leben

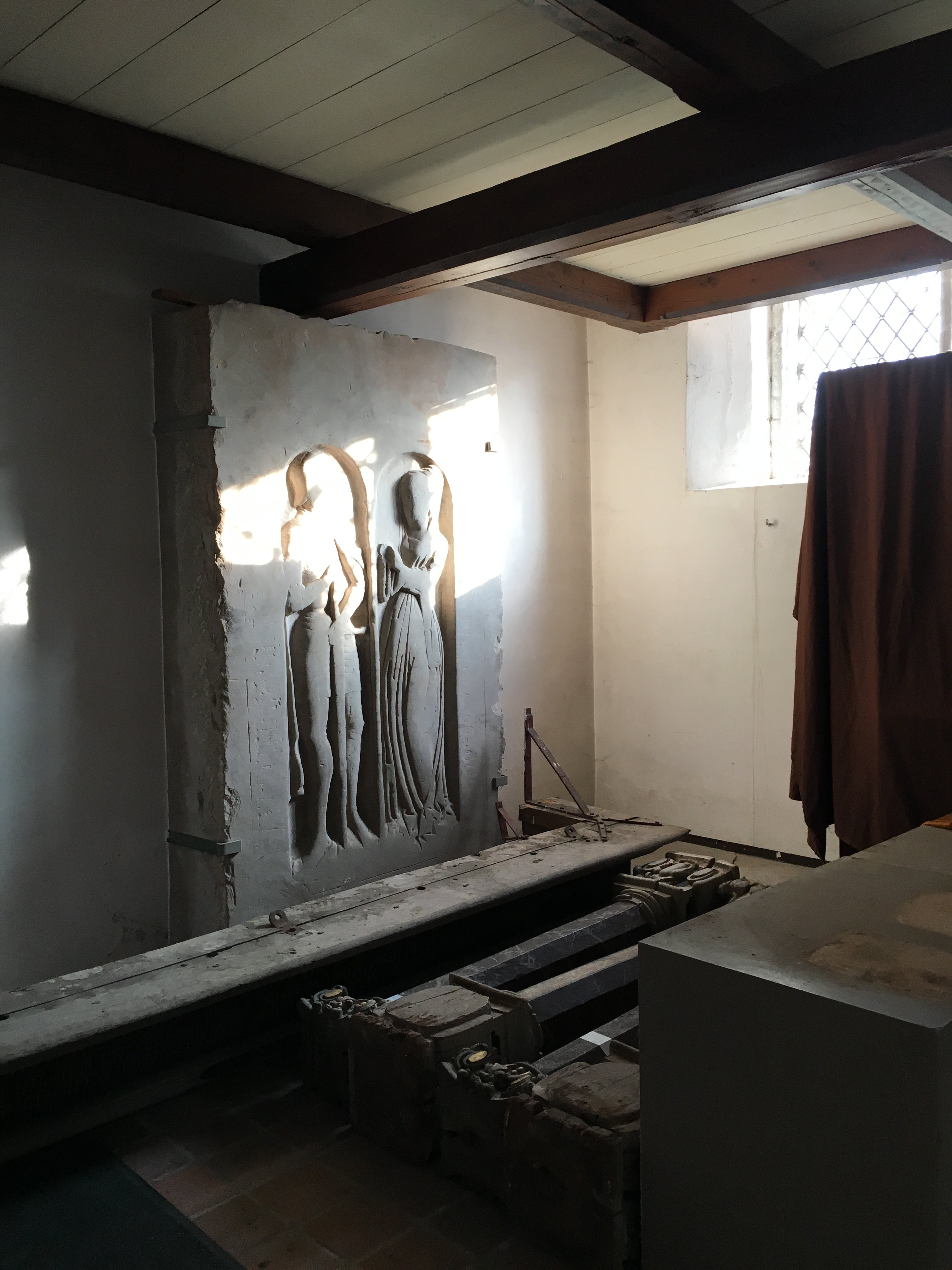
Grabplatte im Ratzeburger Dom

Dorothea war das älteste Kind des Kurfürsten Friedrich II. von Brandenburg (1413–1471) aus dessen Ehe mit Katharina (1421–1476), Tochter des Kurfürsten Friedrich I. von Sachsen. 
Sie heiratete am 12. Februar 1464 in Lüneburg Herzog Johann IV. von Sachsen-Lauenburg (1439–1507). Als älteste Tochter des Kurfürsten Friedrich, der ohne überlebende Söhne geblieben war, ist die Eheabrede von Bedeutung. Neben 10.000 Gulden Brautschatz versprach Friedrich seinem Schwiegersohn: „volgenn sol alles, das unser liebenn tochter von erbs und rechts wegen an allen unsern Erbgütern ob wir on menlich libserbenn abgynngen gebörenn mag nach antzal als vil als der annder unnser kinder, einem die Nun Inn lebenn seyen, und die unns der almechtig gote noch verleyhenn mocht“. Später trat Friedrich aber zu Gunsten seines Bruders Albrecht Achilles zurück, um das Erbe nach eigenem Bekunden in der Familie zu halten.
Das Ehegeld blieb Friedrich seinem Schwiegersohn ebenso schuldig. Dorotheas Onkel Johann verglich sich deshalb 1482 mit Herzog Johann.
Am 20. März 1519 fand Herzogin Dorothea ihre letzte Ruhestätte im Ratzeburger Dom. Die erhaltene Grabplatte zeigt sie und ihren Ehemann im Relief in Rundbogennischen.

## Nachkommen
Aus ihrer Ehe hatte Dorothea folgende Kinder:
- Adelheid († jung)
- Sophie

⚭ 1491 Graf Anton I. von Holstein-Schauenburg († 1526)
- Magnus I. (1470–1543), Herzog von Sachsen-Lauenburg
- Erich (1472–1522), Bischof von Hildesheim und Münster
- Katharina, Nonne
- Bernhard († 1524)
- Johann (1483–1547), Bischof von Hildesheim
- Rudolf († 1503)
- Elisabeth († ca. 1542)

⚭ Herzog Heinrich IV. von Braunschweig-Grubenhagen (1460–1526)
- Heinrich († jung)
- Friedrich († vor 1501)
- Anna († 1504)

⚭ 1. 1490 Graf Johann von Lindau-Ruppin († 1500)
⚭ 2. ca. 1503 Graf Friedrich von Spiegelberg († 1537)